# Coelolepida
Coelolepida – klad motyli z podrzędu Glossata.
Grupę tę wyróżnili po raz pierwszy w 1996 roku Niels Peder Kristensen i Ebbe Schmidt Nielsen. Cechą charakterystyczną Coelolepida jest obecność na skrzydłach łusek typu normalnego (u pozostałych motyli występują łuski typu prymitywnego) oraz występowanie normalnego typu (nieprymitywnych) przetchlinek pierwszej pary na tułowiu. Coelolepida najprawdopodobniej pierwotnie nie miały przyoczek, a ich pojawienie się w pewnych liniach ewolucyjnych motyli różnoskrzydłych ma charakter apomorfii.
Do Coelolepida należy ponad 99% wszystkich znanych gatunków motyli. Obejmują one wszystkie Glossata z wyjątkiem Eriocranioidea. Rozpoznanie ich jako kladu oznacza, że Dacnonypha rozumiane jako kohorta obejmująca Eriocranioidea i Lophocoronoidea, jak to proponuje jedna z systematyk, nie są monofiletyczne. Do Coelolepida należy klad Myoglossata oraz dwa infrarzędy spoza niego: Acanthoctesia i Lophocoronina.